# Arkell Cirque
L'Arkell Cirque è un vasto circo glaciale situato nel lato meridionale della porzione centrale dei Monti Read, che fanno parte della Catena di Shackleton, nella Terra di Coats in Antartide. 
Nel 1967 fu effettuata una ricognizione aerofotografica da parte degli aerei della U.S. Navy. Un'ispezione al suolo fu condotta dalla British Antarctic Survey (BAS) nel periodo 1968-71.
Ricevette l'attuale denominazione nel 1971 dal Comitato britannico per i toponimi antartici (UK-APC), in onore del geologo inglese William Joscelyn Arkell, che si era specializzato nella stratigrafia e paleontologia del Giurassico.